# Sonja Hamza
Sonja Hamza (* um 1957) ist eine ehemalige deutsche Fußballspielerin.

## Karriere
Hamza begann in der Riederwald-Siedlung mit dem Straßenfußball und stand bereits im Alter von dreizehn Jahren im Kader der ersten Frauenmannschaft des FSV Frankfurt. Im Verlauf ihrer Karriere musste Hamza wegen eines schweren Skiunfalls ein Jahr pausieren, kehrte anschließend aber wieder auf den Fußballplatz zurück. Unter Trainerin Monika Koch-Emsermann stand Hamza zwischen 1982 und 1987 fünfmal im Finale um die Deutsche Meisterschaft und den DFB-Pokal. Der FSV Frankfurt konnte 1986 die Meisterschaft gegen die SSG 09 Bergisch Gladbach gewinnen (5:0), unterlag allerdings im Meisterschaftsfinale 1984 im heimischen Stadion am Bornheimer Hang den Frauen aus Bergisch Gladbach (1:3) sowie 1987 als Titelverteidiger dem TSV Siegen (1:2). Im DFB-Pokalfinale scheiterten die Frankfurterinnen 1983 am KBC Duisburg (0:3), revanchierten sich jedoch zwei Jahre später im Berliner Olympiastadion gegen die Duisburgerinnen durch einen Sieg im Elfmeterschießen (1:1 n. V., 4:3 i. E.); Hamza hatte dabei den ersten Schuss verwandelt.
Später trainierte Hamza die zweite Mannschaft des FSV Frankfurt, die im Sommer 1993 in die zweitklassige Oberliga Hessen aufstieg. Als Spielertrainerin auf der Position der Libera gehörte Hamza seit Sommer 1996 der wiedergegründeten dritten Mannschaft des FSV Frankfurt um Marion Laufer, Susanne Jahn, Marion Pfeifer und Mona Hummel an, musste jedoch nach dem Aufstieg aus der Bezirksliga Frankfurt in die Bezirks-Oberliga Frankfurt im November 1996 wegen Arthrose im linken Knie nach 26 Jahren ihre aktive Spielerlaufbahn beenden. Ihre Nichtberufung in die deutsche Nationalmannschaft scheiterte mutmaßlich an Hamzas Körpergröße von 158 Zentimetern und den Vorurteilen von Bundestrainer Gero Bisanz gegenüber kleineren Spielerinnen. Sie galt als starke Technikerin.

## Erfolge
- Deutscher Meister 1986 (Vizemeisterin 1984, 1987)
- DFB-Pokal-Sieger 1985, -Finalist 1983
- Gewinner des „Rio Cups“: 1982[1]
- Gewinner des „inoffiziellen Europa-Cups“: 1985[1]